# TrES-2b
TrES-2b (بالإنجليزية: TrES-2b)‏ الذي يرمز له بالرمز Kepler-1b، هو كوكب خارج المجموعة الشمسية، في كوكبة التنين، يتبع TrES-2A ‏.

## الاكتشاف
اكتشف في 21 أغسطس 2006، وكانت طريقة الاكتشاف طريقة العبور.